# هربرت هانت
كان هربرت جيمس هانت (2 أغسطس 1899 - 2 نوفمبر 1973) أكاديميًا ومؤلفًا ومترجمًا للغة الإنجليزية، وخاصة روايات أونوريه دي بلزاك.

## سيرة ذاتية
وُلد هربرت هانت في ليتشفيلد عام 1899، وهو ابن مؤلف طابعة جيمس هنري هانت، وماري آن هانت. كان لديه أخ أكبر، هوراس، الذي توفي عام 1935. ورأى لفترة وجيزة الخدمة في فرنسا قرب نهاية الحرب العالمية الأولى.
تلقى هانت تعليمه في مدرسة جوقة كاتدرائية ليتشفيلد ومدرسة ليتشفيلد للقواعد وفي كلية كلية المجدلية في أكسفورد. أثناء وجوده في المدرسة، لاحظه دين سافاج (من كاتدرائية ليتشفيلد) وربما أيضًا السير ويليام هنري هاريس (عازف الأرغن المساعد في كاتدرائية ليتشفيلد وعازف الأرغن في كنيسة القديس جورج (قلعة وندسور))، الذي ظل صديقًا شخصيًا. حتى موته. ربما أثر كلاهما على مسيرته الأكاديمية اللاحقة في أكسفورد.
بعد التخرج، قام هانت بالتدريس في مدرسة دورهام قبل الانتقال إلى أكسفورد. أصبح مدرسًا وأخيرًا زميل في سانت إدموند هيل، أكسفورد بين عامي 1927 و1944، وأستاذ الأدب واللغة الفرنسية في كلية رويال هولواي بين عامي 1944 و1964، وزميل أول في جامعة وارويك بين 1966 و1970.
اشتهر هانت بعمله في بلزاك. نشر عدة كتب في الأدب والفكر في فرنسا في القرن التاسع عشر. كما كان مؤلفًا لسيرة أونوريه دي بلزاك، ودراسة شاملة لكتابات بلزاك: بلزاك «كوميدي هوومين» (1959).
في 28 ديسمبر 1925، تزوج شيلا جيسامين سبيلمان، ابنة فرانز جوزيف سبيلمان. أقيم حفل الزفاف في باريس، لكن والده لم يحضره. كان لديه خمسة أطفال، من بينهم السير بيتر هانت فريكس.
توفي البروفيسور هانت في 2 نوفمبر 1973 في تريدينجتون، وارويكشاير.

## روابط خارجية
- Herbert J. Hunt في مستندات مكتبة الكونغرس، مع 14 كتالوجue للسجلات